# Drevsjø
Drevsjø is een plaats in de Noorse gemeente Engerdal in fylke Innlandet. Het dorp heeft als grootste plaats in de gemeente een centrumfunctie. Het kerkje in Drevsjø dateert uit 1848. Het gebouw is in 1887 gerestaureerd.